# Nine Inch Nails
Nine Inch Nails, okrajšano NIN oz. NIИ, je ameriški glasbeni projekt, ki ga je leta 1988 začel multiinstrumentalist Trent Reznor v Clevelandu. Kot glavni producent, pevec, pisec besedil in glasbenik je Reznor edini uradni član Nine Inch Nails, ob vsaki koncertni turneji po izdaji novega albuma pa zbere okrog sebe novo skupino glasbenikov.
Od leta 1989 je izšlo osem albumov, od tega zadnja dva (Ghosts I–IV in The Slip) najprej v digitalni obliki pod licenco Creative Commons. Nine Inch Nails so bili do sedaj nominirani za 12 grammyjev, prejeli pa dva, za skladbi »Wish« (1992) in »Happiness in Slavery« (1995).

## Albumi
- 1989: Pretty Hate Machine
- 1992: Broken
- 1994: The Downward Spiral
- 1999: The Fragile
- 2005: With Teeth
- 2007: Year Zero
- 2008: Ghosts I–IV
- 2008: The Slip
- 2013: Hesitation Marks
- 2016: Not the Actual Events – EP
- 2017: Add Violence – EP
- 2018: Bad Witch
- 2020: Ghosts V: Together
- 2020: Ghosts VI: Locusts